# Immunotherapie
Immunotherapie of immuuntherapie is een therapie, die er op is gericht het immuunsysteem zo te laten functioneren dat het lichaam zich zo goed mogelijk tegen vreemde factoren verzet. Het is een geneeswijze die afhankelijk van de ziekte die ze moet bestrijden op een verschillende manier wordt toegepast. Welk geneesmiddel wordt gebruikt, hangt van de therapie af. Soms is het wenselijk dat de afweer gestimuleerd wordt om ziekte op te lossen, soms juist dat het immuunsysteem wordt geremd. Immuunsysteem en afweersysteem zijn synoniem. Er zijn vormen van kanker waar immunotherapie goed tegen kan worden ingezet, maar er zijn ook andere situaties, bijvoorbeeld bij een allergie, waarbij immunotherapie kan helpen.
Het is in het geval van kankerimmunotherapie de bedoeling dat het immuunsysteem wordt geactiveerd om tumoren op te ruimen. Kankerimmunotherapie is vooral goed voor het afstoten van de uitzaaiingen, van de metastasen van kanker. James Allison en Tasuku Honjo kregen in 2018 de Nobelprijs voor Fysiologie of Geneeskunde voor hun onderzoek naar immunotherapie.
Bij een orgaantransplantatie wil men afstotingsreacties juist remmen, zodat het vreemde orgaan behouden blijft en ook bij auto-immuunziekten is het de bedoeling afweerreacties te remmen. Toediening door middel van inenting valt strikt genomen ook onder de definitie van immunotherapie, maar wordt daar meestal niet toe gerekend.